# بیمارستان توحید خرم‌آباد
بیمارستان توحید یکی از بیمارستان‌های خصوصی شهر خرم‌آباد است. این بیمارستان دارای ۹۶ تخت‌خواب است و در سال ۱۳۷۰ تأسیس شده‌است.

## بخش‌های بستری
این بیمارستان در شهرستان خرم‌آباد واقع شده و بیمارستانی خصوصی – درمانی است که در سال ۱۳۷۰باظرفیت ۹۶تخت ثابت، تأسیس، و در حال حاضر ۶۰ تخت دایر دارد. تخصصهای موجود در این بیمارستان عبارتند از: جراحی مغز و اعصاب، جراحی، زنان وزایمان، کودکان، اورژانس، چشم پزشکی، گوش و حلق و بینی، ارولوژی، ارتوپدی
حامد امیری قوی‌ترین مرد لرستان که در اثر خاطر تصادفی دچار آسیب‌دیدگی شدید از ناحیه نخاع و ستون فقرات شده بود چند بار در این بیمارستان مورد عمل جراحی قرار گرفت.